# Реймон Сьолеманс
Реймон Сьолеманс (на нидерландски: Raymond Ceulemans) е белгийски играч на билярд.

## Биография
Той е роден на 12 юли 1937 година в Лийр в семейството на собственик на кафене. Занимава се с билярд от ранна възраст, а през 1961 година става национален шампион на Белгия. В своята продължила четири десетилетия кариера той печели 61 национални, 48 европейски и 35 световни титли в различни дисциплини, повечето от тях в триспонтовия карамбол. През 2003 година получава рицарско звание.